# Sinfonía n.º 101 (Haydn)

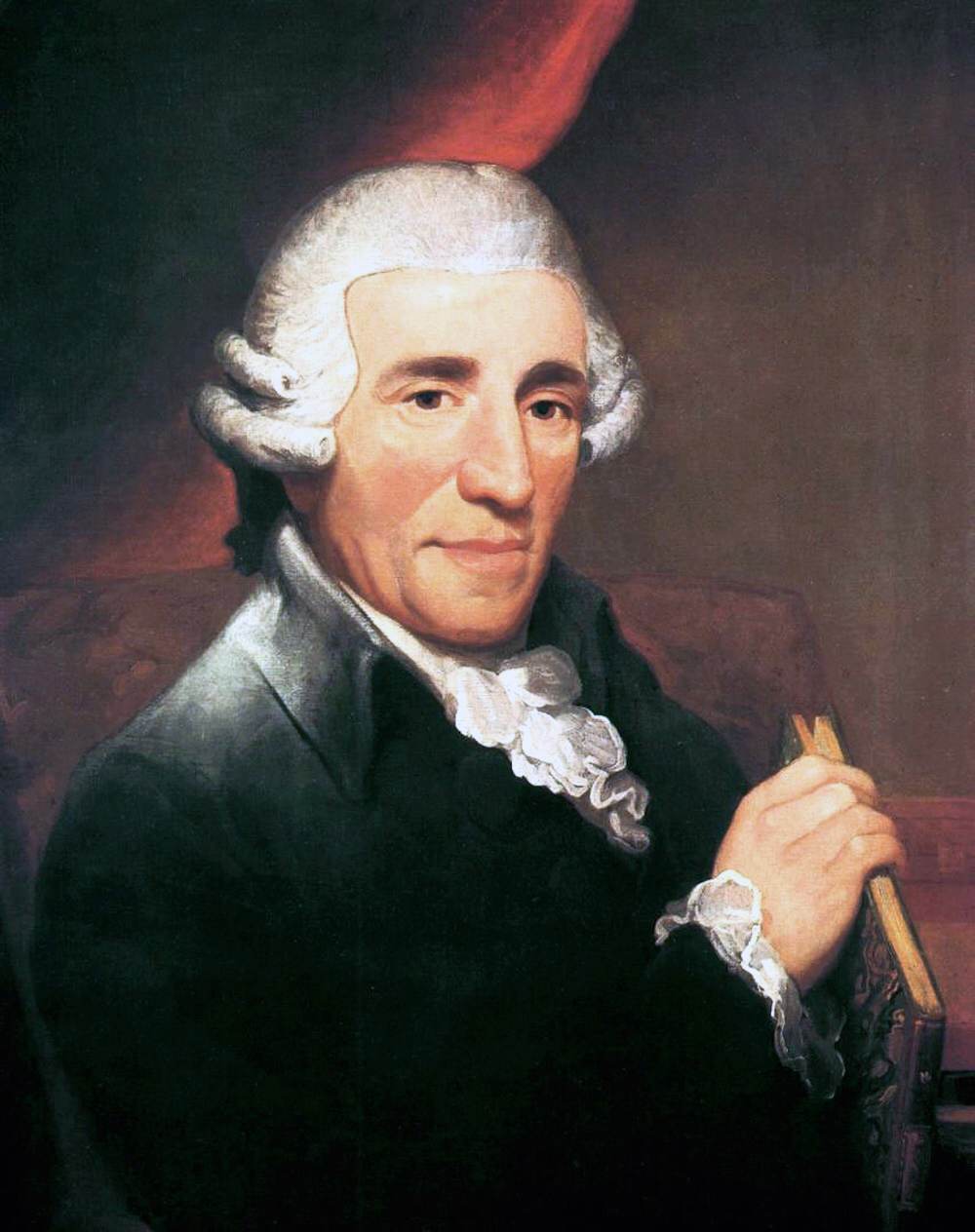
Haydn en 1791.

La Sinfonía n.º 101 en re mayor, Hob. 1:101, también conocida como El reloj o en alemán Die Uhr, fue compuesta por Joseph Haydn entre 1793 y 1794. Es la novena de las denominadas Sinfonías de Londres (n.º 93 - 104).

## Historia

### Composición
La producción sinfónica del maestro austríaco puede dividirse a grandes rasgos en tres bloques temporales: el primer bloque (1757-1761) se corresponde con su periodo al servicio del conde Carl von Morzin (n.º 1 - n.º 5); el segundo bloque en la corte Esterházy (1761-1790 pero con la última sinfonía para el público de Esterházy en 1781); y el tercer bloque (1782-1795) comprende las Sinfonías de París (n.º 82 - n.º 87) y las Sinfonías de Londres (n.º 93 - n.º 104). El 1 de mayo de 1761 el compositor firmó su contrato como vice-kapellmeister (más tarde kapellmeister) de la familia Esterházy, que nominalmente duró 48 años, hasta su muerte.
La composición de esta pieza se desarrolló entre 1793 y 1794. El minueto fue escrito en Viena en 1793 y la obra se completó en febrero de 1794 en Londres. Se conserva la partitura manuscrita autógrafa. Haydn había sido compositor de la corte del príncipe Nicolás Esterházy durante 28 años cuando éste murió en 1790. El sucesor de Nicolás, su hijo Antón, no era un gran aficionado a la música y desmanteló en gran medida el entramado musical de la familia. El compositor se trasladó a Viena y no tardó en recibir numerosas ofertas de empleo. La más interesante procedía del violinista y empresario Johann Peter Salomon, que le ofreció una considerable suma de dinero para presentar varias obras nuevas en una serie de conciertos en Inglaterra, en lo que sería su primer viaje fuera de Austria. Su primera estancia en Londres, que fue un gran éxito según todos los testimonios, empezó el 1 de enero de 1791 y finalizó en julio de 1792 con su regreso a Viena. Con motivo de este viaje el compositor escribió una primera serie de seis sinfonías "londinenses" (n.º 93 - 98).
Tras su glorioso primer viaje a Inglaterra, Haydn se enfadó y se desanimó en Viena, donde el príncipe Antón había trasladado la corte. Aunque seguía siendo el kapellmeister oficial de Esterházy y con sueldo completo, no tenía obligaciones. La prensa no se hizo eco de su regreso ni de su gran éxito en el extranjero. Su querido Mozart había muerto y su esposa se comportaba de manera más enfermiza que nunca, al estilo de Jantipa. Además había pasado un desagradable año con el joven y descarado Beethoven, que había venido de Bonn para estudiar con él. Beethoven le dejó claro que Mozart habría sido su primera opción si aún viviera. Por eso, cuando Johann Peter Salomon invitó a Haydn a volver a Inglaterra para dos temporadas más de conciertos, estaba preparado. Consiguió el permiso del príncipe Antón (que le mantenía en nómina como trofeo) y partió de Viena el 19 de enero de 1794, acompañado por su copista y devoto factótum, Joseph Elssler. Ya había completado la n.º 99, así como algunas partes de las n.º 100 y 101. Llegó a Inglaterra en febrero de 1794 y durante los meses siguientes ofreció una nueva temporada de doce conciertos en Hanover Square Concert Rooms, donde una orquesta experta ahora incluía clarinetes. La n.º 101 es la tercera dentro de la segunda serie de seis sinfonías "londinenses" (n.º 99 - 104) escritas por Haydn para su segunda visita a Inglaterra.
El sobrenombre El reloj procede del acompañamiento con ritmo de "tic-tac" que impregna gran parte del segundo movimiento. Surgió en 1798 cuando la obra fue publicada en Viena por Johann Traeg.

### Estreno y publicación

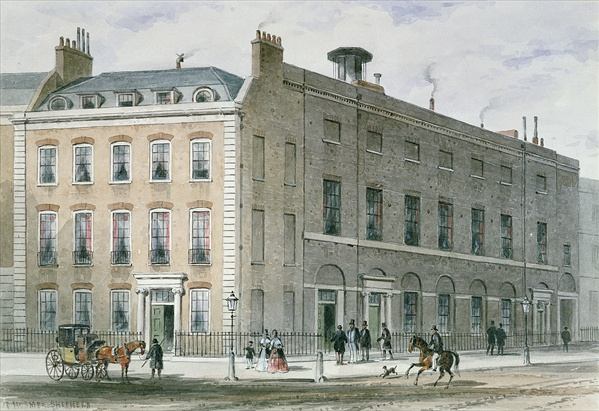
Hanover Square de Londres, lugar del estreno.

El estreno se celebró el 3 de marzo de 1794 en Hanover Square Concert Rooms en Londres dirigida por el propio compositor. Formó parte de una serie de conciertos con obras de Haydn, organizados por su colega y amigo, Johann Peter Salomon, una semana después tuvo lugar una segunda actuación.
La primera edición fue llevada a cabo en 1799 por el editor Johann André en Offenbach que publicó las partes.

## Instrumentación
La partitura está escrita para una orquesta formada por:
- Viento madera: 2 flautas, 2 oboes, 2 clarinetes y 2 fagotes.
- Viento metal: 2 trompas y 2 trompetas.
- Percusión: timbales.
- Cuerda: una sección de cuerdas con 2 violines, viola, violonchelo y contrabajo.

En cuanto a la participación del clavecín como bajo continuo en las sinfonías de Haydn existen diversas opiniones entre los estudiosos: James Webster se sitúa en contra; Hartmut Haenchen a favor; Jamie James en su artículo para The New York Times presenta diferentes posiciones por parte de Roy Goodman, Christopher Hogwood, H. C. Robbins Landon y James Webster. A partir de 2019 la mayor parte de las orquestas con instrumentos modernos no utiliza el clavecín como continuo. No obstante, existen grabaciones con clavecín en el bajo continuo realizadas por: Trevor Pinnock (Sturm und Drang Symphonies, Archiv, 1989-1990); Nikolaus Harnoncourt (n.º 6–8, Das Alte Werk, 1990); Sigiswald Kuijken (incluidas las Sinfonías de París y Londres; Virgin, 1988-1995); Roy Goodman (Ej. n.º 1-25, 70-78, 82-87; Hyperion, 2002).
Numerosas fuentes muestran que Haydn dirigió sus sinfonías en los conciertos de Londres inicialmente desde el clavecín y a partir de 1792 desde el pianoforte, como era la práctica interpretativa de la época. Esto indica el uso de un instrumento de teclado (es decir, clavecín o pianoforte) como continuo en las Sinfonías de Londres. Incluso James Webster, uno de los principales detractores del uso del clavecín como continuo, excluye las sinfonías londinenses de su idea de que Haydn no empleó clavecín u otro instrumento de teclado para tocar el continuo. "Y, por supuesto, el argumento se refiere exclusivamente a las sinfonías anteriores a Londres y a las interpretaciones fuera de Inglaterra".

## Estructura y análisis
La sinfonía consta de cuatro movimientos:
- I. Adagio 3
4 – Presto, en re mayor 6
8
- II. Andante, en sol mayor 2
4
- III. Menuet. Allegretto – Trio, en re mayor 3
4
- IV. Finale. Vivace, en re mayor 2
2

La interpretación de esta obra dura aproximadamente entre 25 y 30 minutos.

### I.Adagio– Presto
El primer movimiento, Adagio – Presto, está escrito en la tonalidad de re mayor, en compás de 3/4 que en el Presto pasa a 6/8 y sigue la forma sonata. Se abre con una introducción lenta, marcada Adagio, que da paso al cuerpo principal del movimiento, marcado Presto. La introducción presenta un carácter dramático y calmado. En el Presto el tempo se acelera y el compás es un 6/8 vivo y alegre que es muy poco habitual en un movimiento inicial de una sinfonía.

### II.Andante
El segundo movimiento, Andante, está en sol mayor y en compás de 2/4. El movimiento lento es el que le da el sobrenombre a la sinfonía por su característico acompañamiento de "tic-tac". Los fagotes y las cuerdas en pizzicato proporcionan el tic-tac al principio, acompañando una melodía grácil y ligeramente tímida. Hay un interludio tormentoso en el centro del movimiento; luego vuelve el tic-tac, esta vez interpretado por la flauta y el fagot a dos octavas de distancia.

### III.Menuet. Allegretto – Trio
El tercer movimiento, Menuet. Allegretto – Trio, está en sol mayor y en compás de 3/4. Es probablemente el más largo y complejo de los minuetos de Haydn. Aquí el apodo de la sinfonía resulta doblemente apropiado. Ya en 1793, en Viena, Haydn había regalado a su mecenas, el príncipe Esterházy, un elaborado reloj musical para el que también escribió un conjunto de doce piezas breves. Una de esas piezas se convirtió en la base de este grandioso y ceremonioso movimiento. El trío, ligeramente cómico, parece evocar a una banda de pueblo no muy talentosa, cuyas notas "erróneas" y otras rarezas fueron a menudo "corregidas" por los posteriores directores y editores de la sinfonía. Este trío podría haber inspirado a Beethoven en un pasaje similar del tercer movimiento de su Sinfonía n.º 6 "Pastoral", casi 15 años más tarde.

### IV.Finale. Vivace
El cuarto y último movimiento, Finale. Vivace, retoma la tonalidad inicial y el compás es alla breve. El Finale se basa en una animada melodía que es sometida a un desarrollo muy complejo, el cual incluye hasta una vigorosa fuga en un momento dado. Como es típico en las sinfonías "londinenses", la sección de cuerdas se enfrenta a pasajes de extraordinaria dificultad.

## Recepción de la obra
Como ocurrió en general con las Sinfonías de Londres la respuesta del público fue muy entusiasta tras el estreno en Londres. El acontecimiento fue descrito por un crítico de The Morning Chronicle de la siguiente manera:

«Como de costumbre, la parte más deliciosa del espectáculo fue una nueva gran Obertura [es decir, sinfonía] de Haydn; ¡el inagotable, maravilloso, y sublime Haydn! Los dos primeros   movimientos se repitieron y el carácter que impregnaba toda la composición fue de cordial alegría. Cada nueva Obertura que compone, nos da miedo, hasta que se la oye, sólo puede repetirla él mismo y estamos cada vez equivocados.»

La obra siempre ha sido popular y sigue apareciendo con frecuencia en programas de concierto y en grabaciones del repertorio internacional.